# Фредерик Огюст Бартолди
Фредерик Огюст Бартолди (на френски: Frédéric Auguste Bartholdi) е френски скулптор, който е известен преди всичко със създаването на Статуята на свободата.

## Биография
Фредерик Огюст Бартолди изучава архитектура в Париж в Националното училище по изящни изкуства. Участва във Френско-пруската война, а през 1871 година за първи път посещава САЩ.
Той създава редица Статуи на свободата и по-малки копия. Най-голямата от тях е статуята в Ню Йорк, висока е 46,05 метра и тържествено е открита на 28 октомври 1886 година. Това е последното му посещение в Щатите. Според различни слухове лицето на статуята на Свободата е това на неговата майка.
В Париж има 4 негови Статуи на свободата: на Лебедовия остров до Айфеловата кула, която той нарича „Моята Лейди“ (11,5 м), в Музея Орсе (4 м), в Музея на изкуствата и на баржа, закотвена на брега на р. Сена. 
Бартолди умира от туберкулоза в Париж и е погребан в Монпарнас.

## Галерия
- Паметник на Жан Рап (1856), Колмар.
- Паметник на Себастиан дьо Вобан (1873), Авалон.
- Жан-Франсоа Шамполион (1875), Париж, дворът на Колеж дьо Франс.
- Белфорски лъв (1880), Белфор.
- Белфорски лъв (1880), Париж, place Denfert-Rochereau.
- Статуя на Дени Дидро (1884), Лангър.
- Fontaine Bartholdi (1885), Реймс, place de la République.
- Триумфалната колесница на Гарона или Фонтан Бартолди (1888), Лион, place des Terreaux.
- Статуя на свободата (1875), terre cuite, musée des Beaux-Arts de Lyon.
- Статуя на свободата (1885), Париж, pont de Grenelle.
- Статуя на свободата (1889), Париж, Люксембургска градина.
- Паметник на Леон Гамбета (1891), Севър.
- Паметник на Гюстав-Адолф Хирн (1894), Колмар.
- Паметник на Дьо Лафайет и Вашингтон (1895, детайл), Париж, place des États-Unis.
- Швейцария спасява Страсбург (1895), Базел.
- Паметник на Лазар де Швенди (1898), Колмар.
- Конна статуя на Верцингеторикс (1903), Клермон-Феран.
- Паметник на аеронавтите от обсадата на Париж (1906, разрушен през 1942), Ньой сюр Сен, rond-Point de la Révolte.